# Kees van Baaren
Cornelis Leendert (Kees) van Baaren (født 22. oktober 1906 i Enschede, Holland - død 2. september 1970 i Oestgeest, Holland) var en hollandsk komponist. Han var den første serialist og 12-tonekomponist i Holland og skrev værker i alle genrer. Mest kendt af hans værker er nok Hollow Men (1948/1955), en kantate af hindemithske dimensioner.

## Udvalgte værker
- The Hollow Men ( 1948/1955) - for sopran, baryton, blandet kor og orkester
- Variation for Orkester (1959) - for orkester
- Symfoni (1956/1957) - for orkester
- Musik for Orkester (1965/1966) - for orkester